# Videogiochi (rivista)
Videogiochi è stata la prima rivista italiana dedicata esclusivamente ai videogiochi, ideata a fine 1982 per iniziativa del giornalista Riccardo Albini, redatta dallo Studio Vit e pubblicata dal Gruppo Editoriale Jackson.

## Storia

Area dedicata a Videogiochi nello stand della Jackson alla fiera SIM-HiFi-IVES di giugno 1983 (Milano)

Il primo numero è datato gennaio 1983, ma uscì poco prima di Natale 1982.
Nel 1984 dalla rivista nacque uno spin-off chiamato Home Computer, della durata di quindici numeri, che si occupava dell'informatica più "seria", lasciando alla rivista madre le recensioni prettamente ludiche.
A partire dal numero 29, in seguito alla chiusura di Home Computer, le due testate vennero fuse tra loro e Videogiochi cambiò nome in Videogiochi & Computer. Il successo delle console dell'epoca era infatti in rapido calo, risentendo del crash statunitense, in favore dell'ascesa dei computer, e la Jackson tentò in questo modo di rafforzare la rivista principale.
Il numero 36 dell'aprile del 1986 fu l'ultimo redatto dallo Studio Vit, che a partire dal mese successivo tornò nelle edicole con la nuova rivista Zzap!
Videogiochi & Computer nella sua forma classica si concluse con il numero 37 nel settembre del 1986. Ritornò nelle edicole il mese successivo con il nome di Videogiochi News e un nuovo formato A3, simile a un quotidiano. Nonostante si trattasse a tutti gli effetti di una nuova rivista, si decise di dare continuità alla numerazione della precedente incarnazione.
Videogiochi News ebbe vita breve (solo 8 numeri pubblicati) e terminò le pubblicazioni con il numero 45 del maggio 1987. Secondo l'editoriale dell'ultimo numero, Videogiochi News avrebbe poi proseguito sotto forma di inserto all'interno della rivista di informatica generale Bit, sempre dello stesso editore.
Almeno fino a fine 1987 uscì effettivamente il supplemento Bit Games.
In seguito la Jackson ha pubblicato altre due riviste sul tema: la prima, Guida Videogiochi, uscì tra il 1989 e il 1990 mentre la seconda, intitolata Computer+Videogiochi, fu pubblicata tra il 1991 e il 1995.

## Contenuti
Il tipo di pubblicazione prendeva ispirazione da riviste statunitensi come la storica Electronic Games (nata a fine 1981), ma rappresentò una novità nelle edicole italiane. Gli appassionati erano perlopiù giovanissimi e molte erano le lettere, con domande spesso ingenue, disegni e fumetti che la redazione riceveva per la rubrica Il posto della posta.
La rivista era strutturata generalmente in una sezione dedicata alle notizie varie (Ready), una con le recensioni di giochi per console (A che gioco giochiamo?), una dedicata agli home computer e relative recensioni (Di fronte al fatto computer), con una rubrica anche sui videogiochi arcade (Al bar) e, inizialmente, una sui flipper.
Venne dato spazio alle gare e alla pubblicazione dei record di punteggio, che i lettori potevano inviare tramite fotografia, talvolta con la possibilità di vincere abbonamenti gratuiti. L'iniziativa portò anche alla fondazione dell'AIVA, l'Associazione Italiana Video Atleti, le cui classifiche vennero spesso pubblicate dalla stessa Videogiochi.
Per gran parte della vita della rivista, le recensioni dei giochi non davano alcun tipo di voto e le valutazioni erano puramente discorsive; solo a partire da Videogiochi News vennero aggiunte delle pagelle in scala 0-10 sotto forma di istogrammi, suddivisi in grafica, difficoltà, originalità e convenienza.

## Elenco uscite
|      | Gen | Feb | Mar | Apr | Mag | Giu | Lug | Ago | Set | Ott | Nov | Dic |
| 1983 | 1   | 2   | 3   | 4   | 5   | 6   | 7   | 7   | 8   | 8   | 9   | 10* |
| 1984 | 11  | 12  | 13  | 14  | 15  | 16  | 17  | 17  | 18  | 19  | 20  | 21  |
| 1985 | 22* | 23  | 24  | 25  | 26  | 27  | 28  | 28  |     |     |     |     |

Come supplemento al n° 10 uscì l'Annuario di Videogiochi '84.
Il n° 22 è etichettato come "numero speciale" e contiene l'annuario '85.
|      | Gen   | Feb   | Mar | Apr | Mag | Giu | Lug | Ago | Set | Ott | Nov | Dic |
| 1985 |       |       |     |     |     |     |     |     | 29  | 30  | 31  | 32  |
| 1986 | 33/34 | 33/34 | 35  | 36  |     |     |     |     | 37  |     |     |     |

|      | Gen | Feb | Mar | Apr | Mag | Giu | Lug | Ago | Set | Ott | Nov | Dic |
| 1986 |     |     |     |     |     |     |     |     |     | 38  | 39  | 40  |
| 1987 | 41  | 42  | 43  | 44  | 45  |     |     |     |     |     |     |     |

## Home Computer
Home Computer è un mensile dedicato agli home computer che venne affiancato a Videogiochi degli stessi produttori. A differenza della rivista di origine, si occupava di tutti gli aspetti dell'informatica domestica, ma comunque dedicò sempre ampio spazio anche ai videogiochi, tra le recensioni di software per computer.
Una volta terminato il suo breve periodo di pubblicazione (maggio 1984-giugno 1985) confluì nuovamente in Videogiochi, che cambiò nome in Videogiochi & Computer.
|      | Gen | Feb | Mar | Apr | Mag | Giu | Lug | Ago | Set | Ott | Nov | Dic |
| 1984 |     |     |     |     | 1   | 2   | 3   | 4   | 5   | 6   | 7   | 8   |
| 1985 | 9   | 10  | 11  | 12  | 13  | 14  | 15  |     |     |     |     |     |

Come supplemento al n° 11 uscì Il meglio di HC, una raccolta delle migliori recensioni pubblicate fino ad allora. 